# Alexander Succar
Alexander Nasim Succar Cañote (sinh ngày 12 tháng 8 năm 1995) là một cầu thủ bóng đá người Peru chơi ở vị trí tiền đạo cho FC Sion.

## Đời sống cá nhân
Succar là người gốc Liban và có thể được triệu tập vào đội tuyển quốc gia.